# Colonie libre de Nouvelle-France
Pour les articles homonymes, voir Nouvelle-France (homonymie).

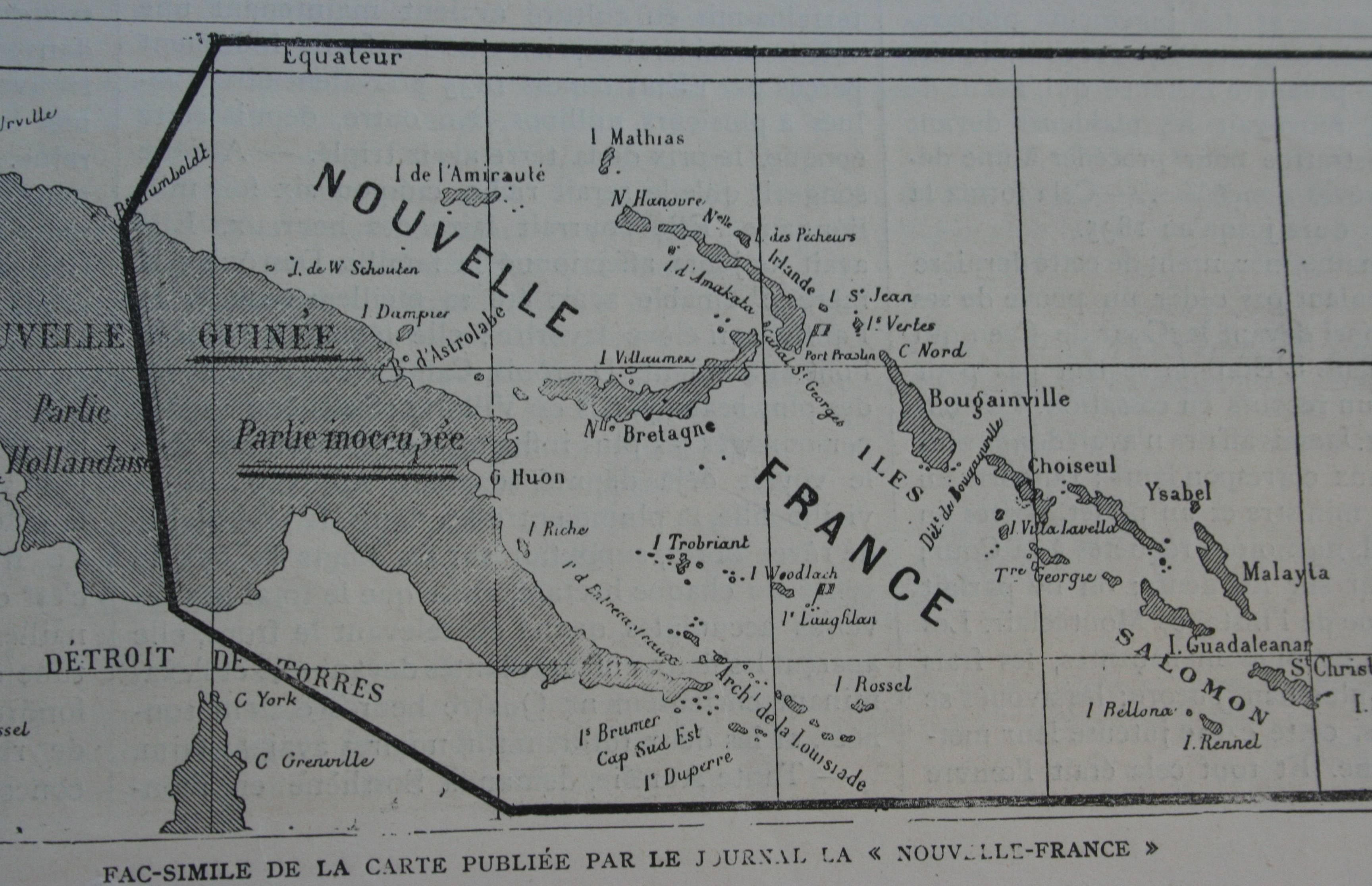
Carte utopique de la Nouvelle-France proposée par Charles du Breil de Rays.

La colonie libre de Nouvelle-France est une escroquerie organisée par le français Charles du Breil, marquis de Rays, entre 1877 et 1882.
Lancé le 26 juillet 1877, ce projet relayé par de nombreux médias visait à créer une colonie française en Nouvelle-Guinée orientale, qu'aucune puissance coloniale ne possédait. Bien que Charles de Rays n'y fût jamais allé, et qu'il n'y eût rien développé, le projet attira de nombreux souscripteurs attirés par la perspective de gains alléchants et il parvint à lever plus de 9 millions de francs ; il fit partir entre 1879 et 1881 sur quatre navires successifs : le trois-mâts Chandernagor quitte Flessingue le 14 septembre 1879, emmenant une centaine de migrants qui débarquent quatre mois plus tard sur la rive sud de l'île ; mais les colons se heurtent à une nature hostile, à une terre ingrate et sont victimes de maladies, notamment le paludisme, sans compter l'hostilité des Papous. D'autres bateaux suivent : le Génil, parti de Barcelone, arrive à Port Breton en août 1880 ; l'India, avec 300 colons italiens ensuite ; le Nouvelle-Bretagne enfin. En tout plus de 570 Européens embarquèrent à destination de Port-Breton, hypothétique siège de la colonie, en fait un lieu inexistant situé à la pointe sud, inhospitalière et non développée, de la Nouvelle-Irlande, dans la baie de Lambom.
Arrivés sur place, les colons sont confrontés à l'absence complète d'infrastructures et à des conditions sanitaires et sécuritaires difficiles ; une centaine meurent d'épuisement, de faim ou de maladie. Ceux qui n'avaient pu quitter par eux-mêmes les lieux sont évacués vers l'Australie en février 1882 par les Britanniques. Arrêté en juillet 1882 en Espagne et extradé en France, Charles de Rays est condamné en 1884 à six ans de prison et 3 000 francs d'amende par le tribunal de la Seine.
Cette affaire qui fit grand bruit en son temps et fait encore régulièrement l'objet de publications contribua à l'évangélisation de la région par les missionnaires du Sacré-Cœur de Jésus et accéléra les revendications australiennes et allemandes sur l'archipel.

## Le marquis de Rays

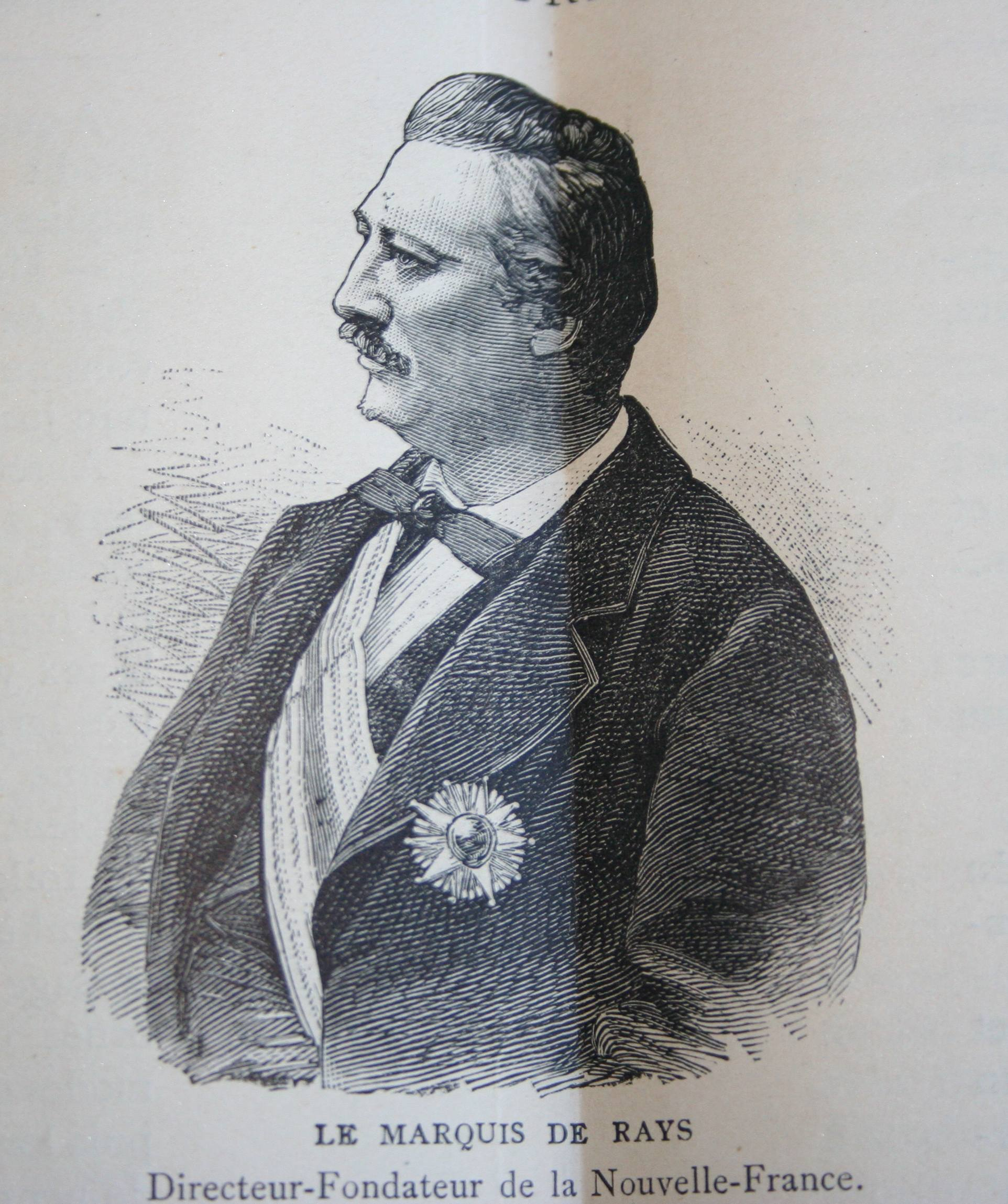
Le marquis de Rays - Directeur-Fondateur de La Nouvelle France

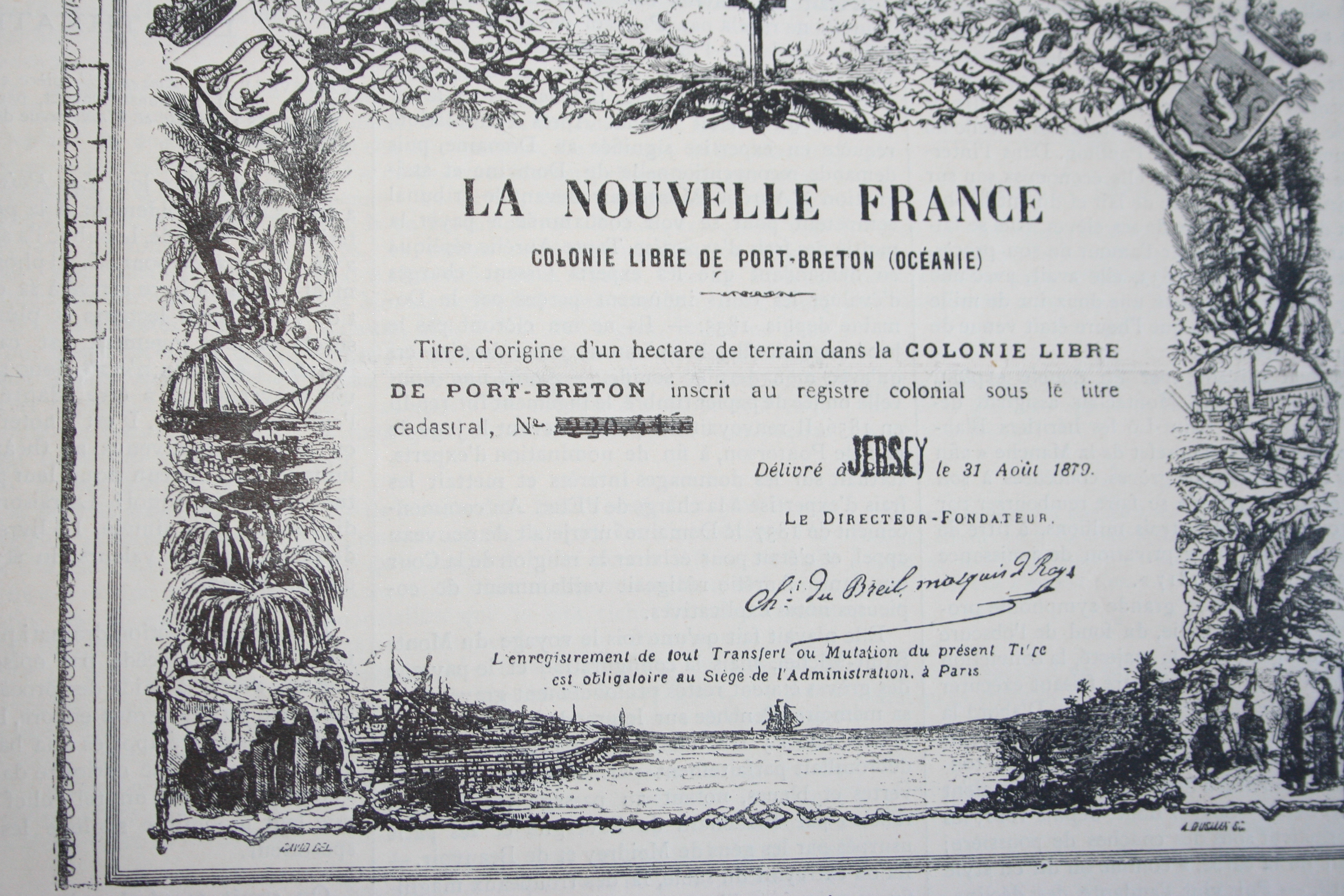
Fac-similé d'un titre d'hectare de La Nouvelle France

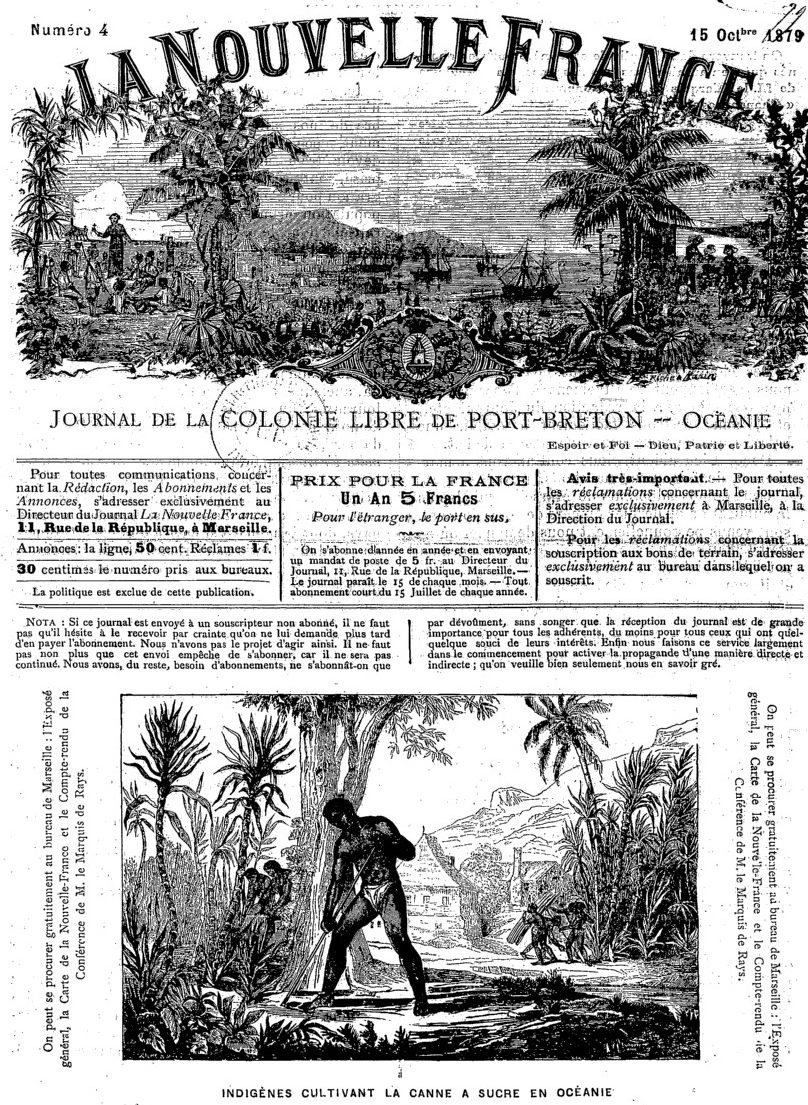
Première page du journal La Nouvelle France en date du 15 octobre 1879

Charles-Bonaventure Marie du Breil, marquis de Rays, nait à Lorient le 2 janvier 1832 ; il est le fils de Charles Gabriel du Breil, comte de Rays et de Marie-Désirée Prévost son épouse, et le dernier héritier du château de Quimerc'h à Bannalec.
Avant de se lancer dans l'entreprise océanienne, Charles du Breil de Rays est un aventurier voyageant avant 1870 en Amérique, au Sénégal où on le trouve à la tête d'un commerce d'huile qui ne lui réussit pas et en Indochine, etc.. Chaque fois, il a de nouvelles ambitions et il propose par exemple à Napoléon III un projet de commerce à Madagascar. Après avoir été éleveur, courtier en arachides et colon dans diverses régions du monde, il rentre en Bretagne, quasi ruiné, en 1869.
Membre du Parti légitimiste, il rêve d'une colonie tropicale où la fortune serait vite assurée aux investisseurs et aux colons et, qu'il conquerrait au nom de Dieu et de la France.

## La colonie de Port-Breton

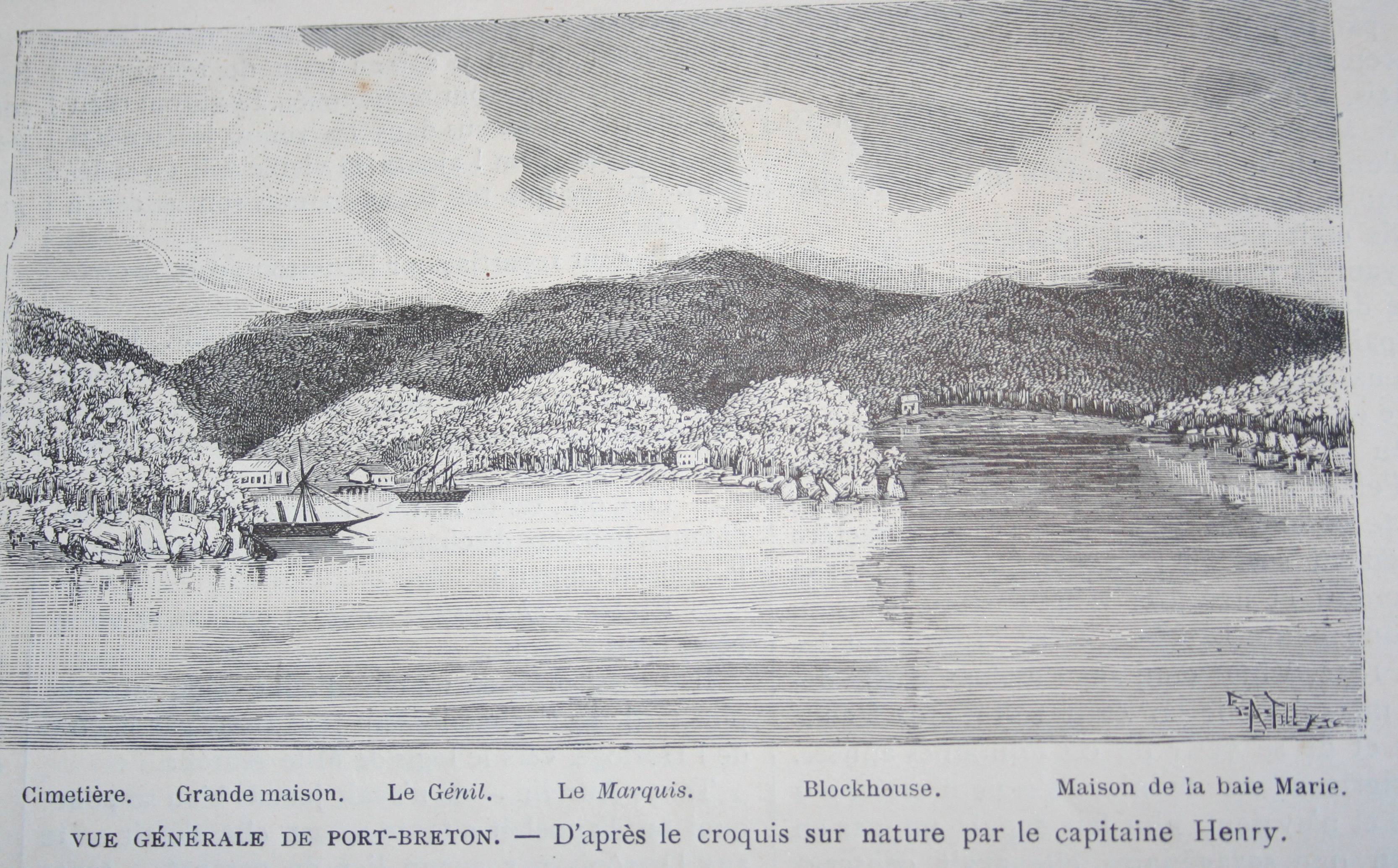
Vue générale de Port-Breton

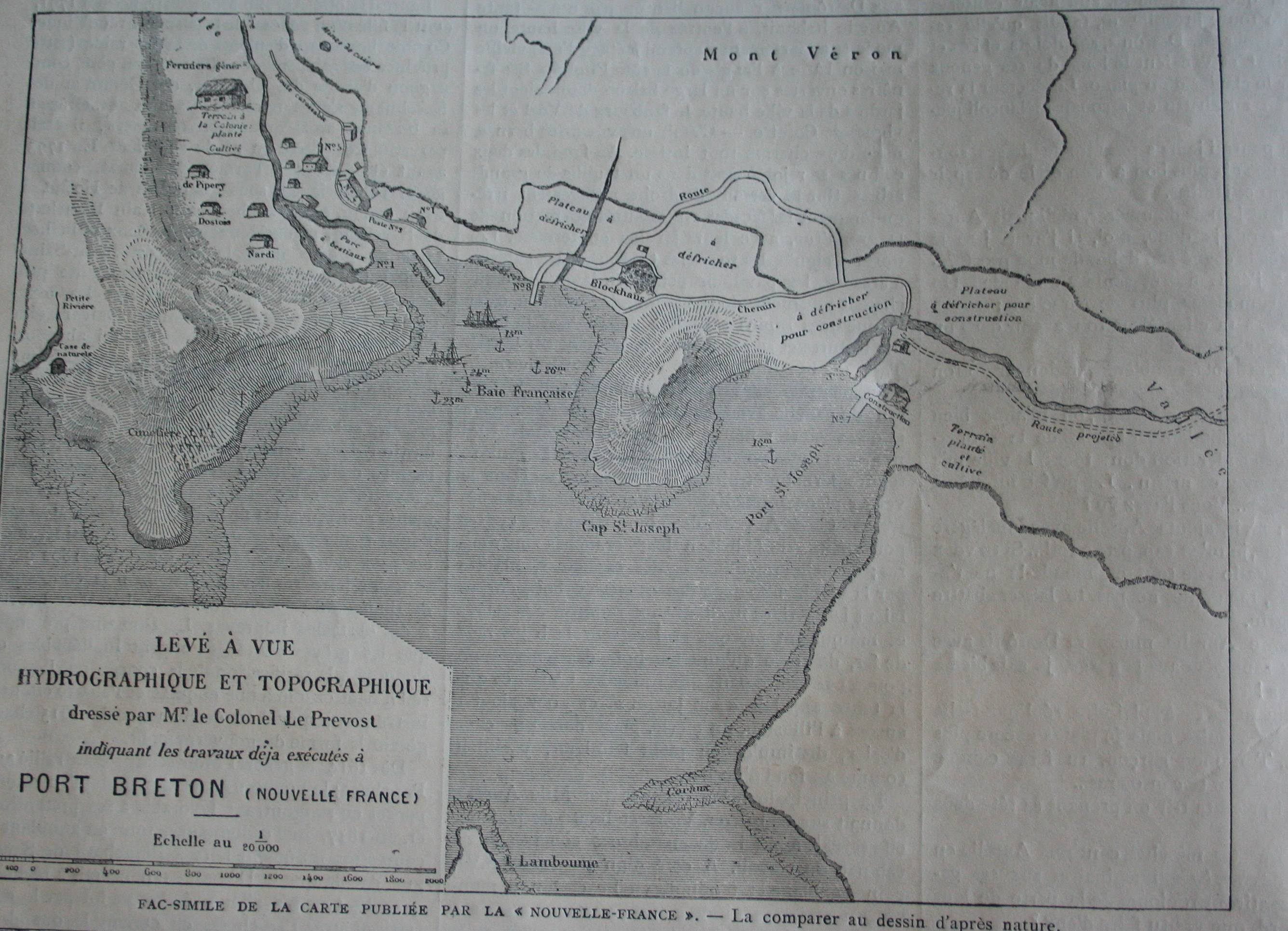
Port- Breton

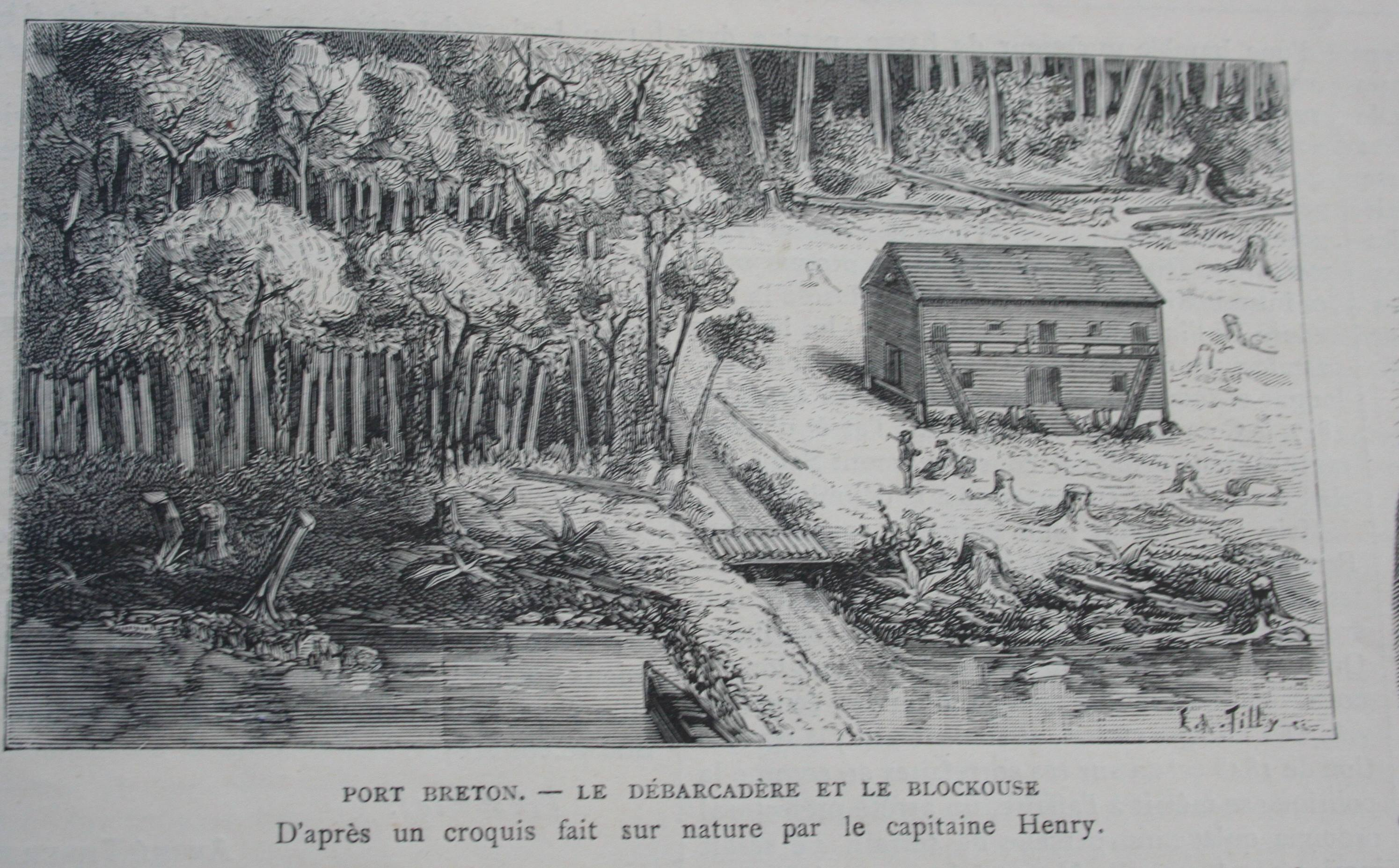
Port Breton - La Grande-Maison (toute la colonie!) immédiatement adossée à un cirque montagneux de 800 m de haut.

En 1877, le marquis de Rays fait insérer l'annonce suivante dans le Petit Journal du 26 juillet : « Colonie libre de Port-Breton. Terres à cinq francs l'hectare. Fortune rapide et assurée sans quitter son pays. Pour tous renseignements s'adresser à M. du Breil de Rays, au château de Quimark en Banabec (Finistère). »
L'objectif est de tenter d'établir une colonie libre en Papouasie-Nouvelle-Guinée, baptisée pour le projet la Nouvelle-France (sans lien avec les territoires de même appellation en Amérique), devant inclure la Nouvelle-Irlande et une grande partie de la Nouvelle-Guinée et des îles Salomon. L'établissement de la colonie est prévu à Port-Praslin, rebaptisé Port-Breton, en Nouvelle-Irlande, baie reconnue et nommée par L.A. de Bougainville (1768) et visitée par L.I. Duperrey (1823).
Des territoires de son projet de colonie, le marquis de Rays ne connaît que les cartes et les récits des voyageurs tels que William Dampier et Louis Antoine de Bougainville et la tradition familiale ouverte sur le long cours : son grand-oncle, Hilarion-du-Breil-de-Rays-Port-Briand fit le tour du monde avec Lapérouse en tant que second sur la Boussole. Le marquis compte s'assurer la possession de ce territoire en vertu du droit du premier occupant, n'ignorant sans doute pas qu'il ne lui sera disputé par personne. Le reste de l'île ne lui appartient pas plus. Ce n'est que plus tard que le commandant du Génil, navire de la deuxième expédition, le capitaine Rabardy, l'achetera moyennant 1 550 francs à un chef indigène nommé Maragano, qui occupait un îlot à l'entrée de la baie et prétendait avoir sur toute l'île des droits qu'il était difficile d'établir.
Des bons sont émis et souscrits mais les choses vont d'abord assez lentement. Le gouvernement républicain n'entend pas soutenir la colonie. Le marquis recherche alors le soutien de l'Église catholique. Il détaille son projet lors d'une conférence à Marseille le 4 avril 1879 : la colonie sera catholique, avec un sol cadastré et des titres de propriété. Chinois, Indiens et Malais fourniront la main-d’œuvre nécessaire. Les indigènes de Nouvelle-Guinée seront christianisés par les moines expulsés de la vieille France.
La marquis déclare cependant que les bons émis par lui ne sauraient avoir qu'une « valeur provisoirement fictive », donnant simplement à l'acheteur des droits aux futurs dividendes de la colonie.
La Société des fermiers généraux de la Nouvelle-France est créée. La Société des sucreries, distilleurs et exploitation agricole et la Société franco-océanienne de commerce et de navigation destinée au transport entre l'Australie et la Chine et, la Société franco-océanienne des mines de Nouvelle-France pour l'exploitation des gisements de cuivre de la Nouvelle-Irlande complètent l'organisation potentielle de la colonie et l'attraction pour les investisseurs.
À dater de cette conférence, l'affaire prend de l'essor. Un journal est créé à Marseille : la Nouvelle France, dont le premier numéro paraît en juin 1879.
Pendant sept ans, le mensuel comptera huit à douze pages vantant les colonies océaniennes et assurant la publicité des souscriptions puis plus tard, la défense du marquis de Rays. Les illustrations comme les articles promettent un territoire prêt à l'accueil des colons et porteur de promesses de prospérité.
20 800 souscripteurs investiront 5 millions de francs dans l’entreprise. Sur cette somme, le marquis de Rays touchera  1,8 million (estimation faite à son procès par le ministère public).

### Les expéditions
De 1878 à 1882, quatre expéditions sont successivement envoyées à Port-Breton transportant 800 émigrants environ qui ne vont trouver, dans la Nouvelle France, que la misère et la mort.
La première expédition se prépare malgré l'hostilité du gouvernement qui interdit aux agences d'émigration « d'engager des émigrants à destination de la colonie libre de Port-Breton ». Le marquis de Rays ne s'arrête pas à cette interdiction : « à l'abri d'un pavillon étranger, nous vous offrons notre propre drapeau, drapeau de la Bretagne, berceau de notre œuvre commune, celui de la France nouvelle ! ».
Le 14 septembre 1879, un premier navire chargé de 89 colons est expédié vers la nouvelle colonie : le Chandernagor, voilier de 800 tonneaux, capitaine Mac Laughlin, armé et équipé au Havre, mais parti de Flessingue à cause de l'attitude hostile du gouvernement.
Le Journal du Havre du 26 juillet 1879 dans un article d'Émile Prat annonce le départ du Chandernagor le 25 juillet 1879 pour Anvers et relate les « entraves administratives » et l'absence de « génie colonisateur » de la France, une « réglementation poussée à l'excès (qui) paralyse les forces vives d'une nation ». Les émigrants embarqueront à Anvers et le navire changera de pavillon. En rappelant les opinions légitimistes du marquis de Rays dont il ne faut pas tenir compte, l'auteur salue l'entreprise privée et économique. Le Courrier du Havre du 29 juillet, 1879 publie et critique la circulaire du ministre Tirard et, une lettre de W. Cailleux, capitaine au long cours, qui relate le préjudice tant pour les navigants, les émigrants que les souscripteurs, commerçants industriels.

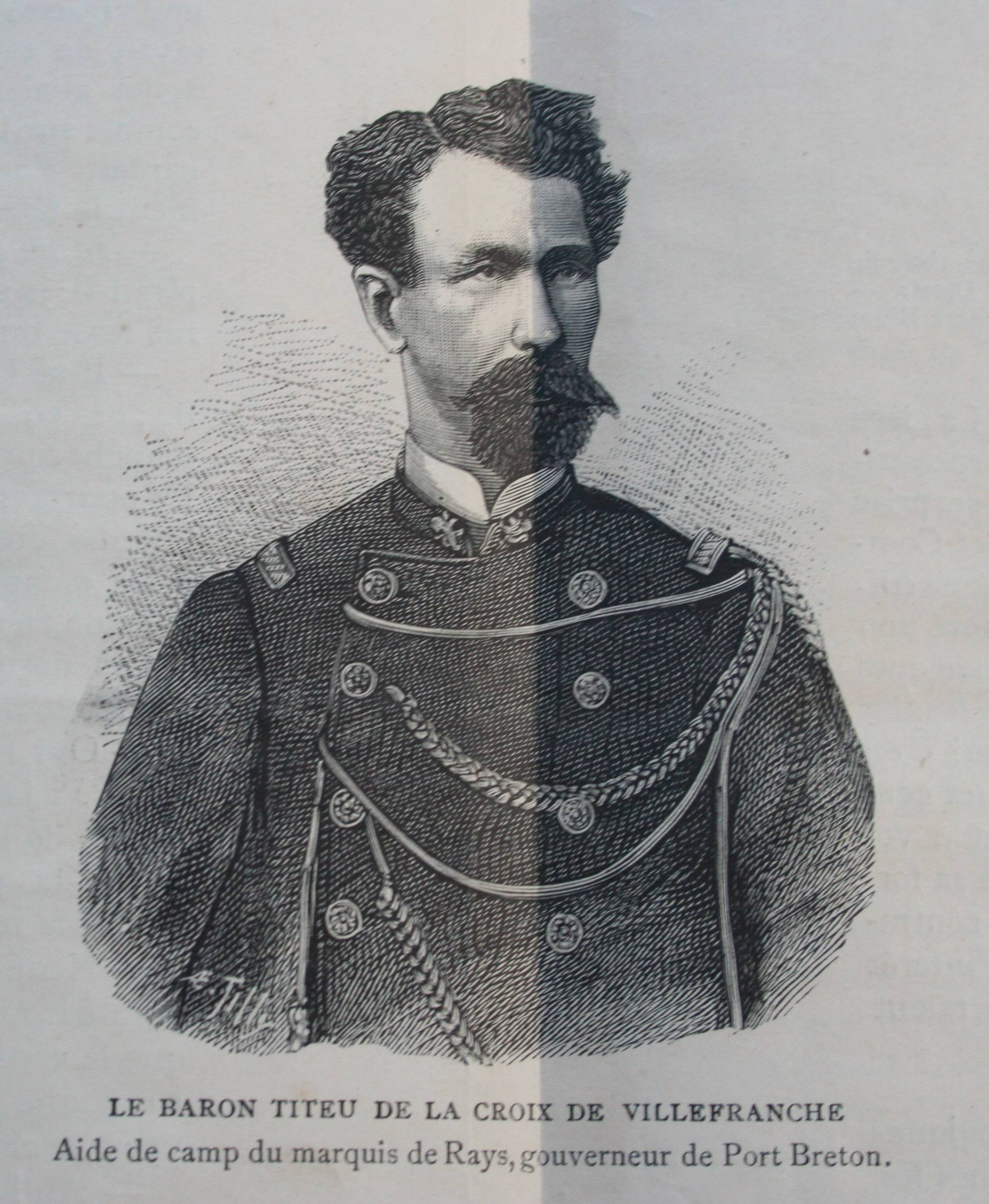
Le baron Titeux de la Croix, chef de la première expédition.

La traversée est troublée par des rixes entre les officiers de bord et les colons qui protestent contre la qualité détestable de la nourriture et la brutalité des punitions. Après quatre mois en mer, le Chandernagor débarque ses passagers à Port-Breton le 12 janvier 1880. Il lève l'ancre quelques jours plus tard, secrètement, abandonnant les colons avec quinze jours de vivre seulement, emmenant le représentant du marquis de Rays, le baron Titeux de la Croix, entré aussi en conflit avec les colons. A bout de ressources, se rendant compte qu'une colonie est impossible à cet endroit, les émigrants se dispersent dans les îles voisines et tombent sous les coups des indigènes. Une trentaine gagne en pirogue une île où se trouvent des missionnaires anglicans qui les rapatrient en Australie. Sur les 89 colons débarqués à Port-Breton, 27 sont morts et 21 disparus.

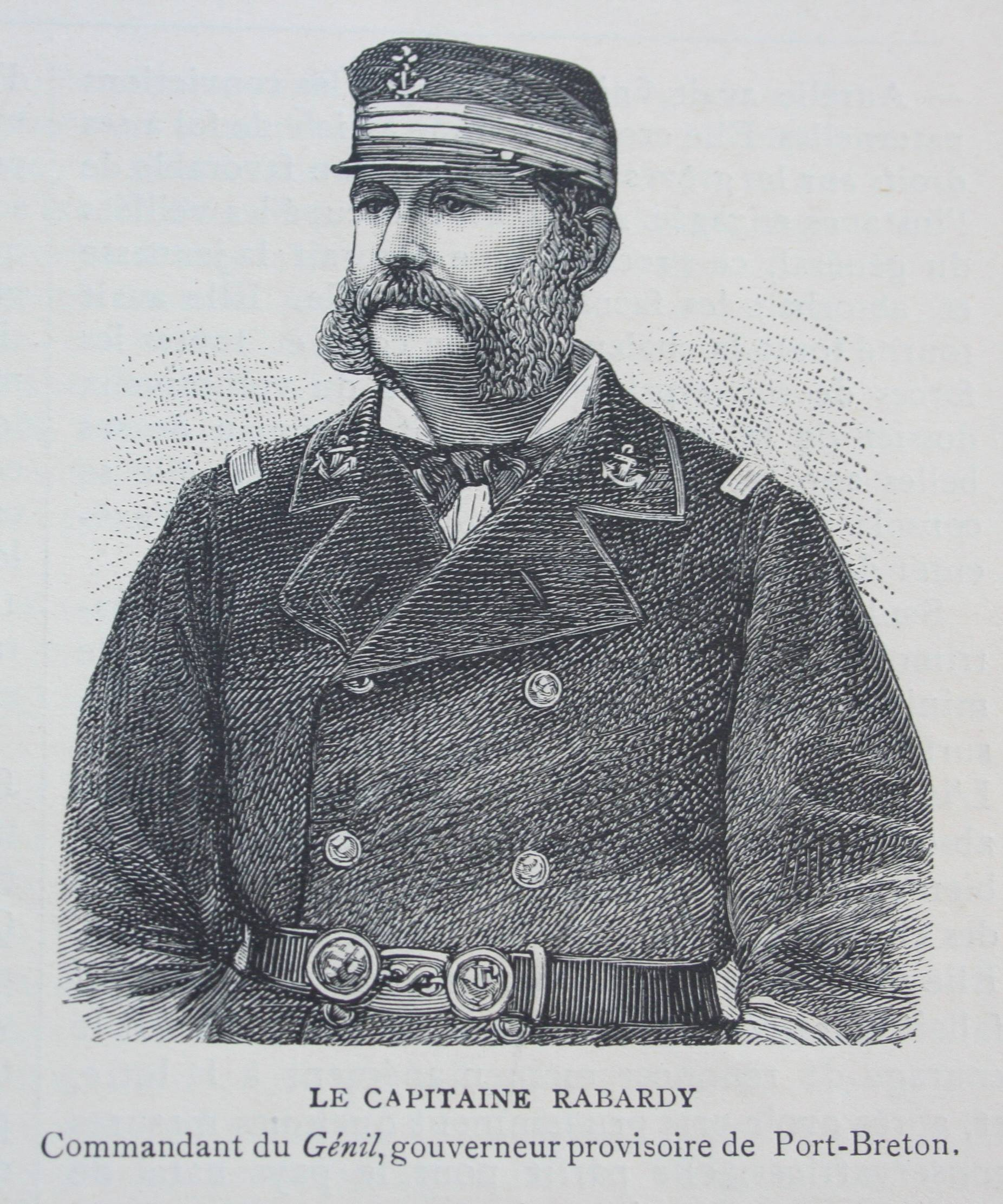
Le capitaine Rabardy, chef de la deuxième expédition.

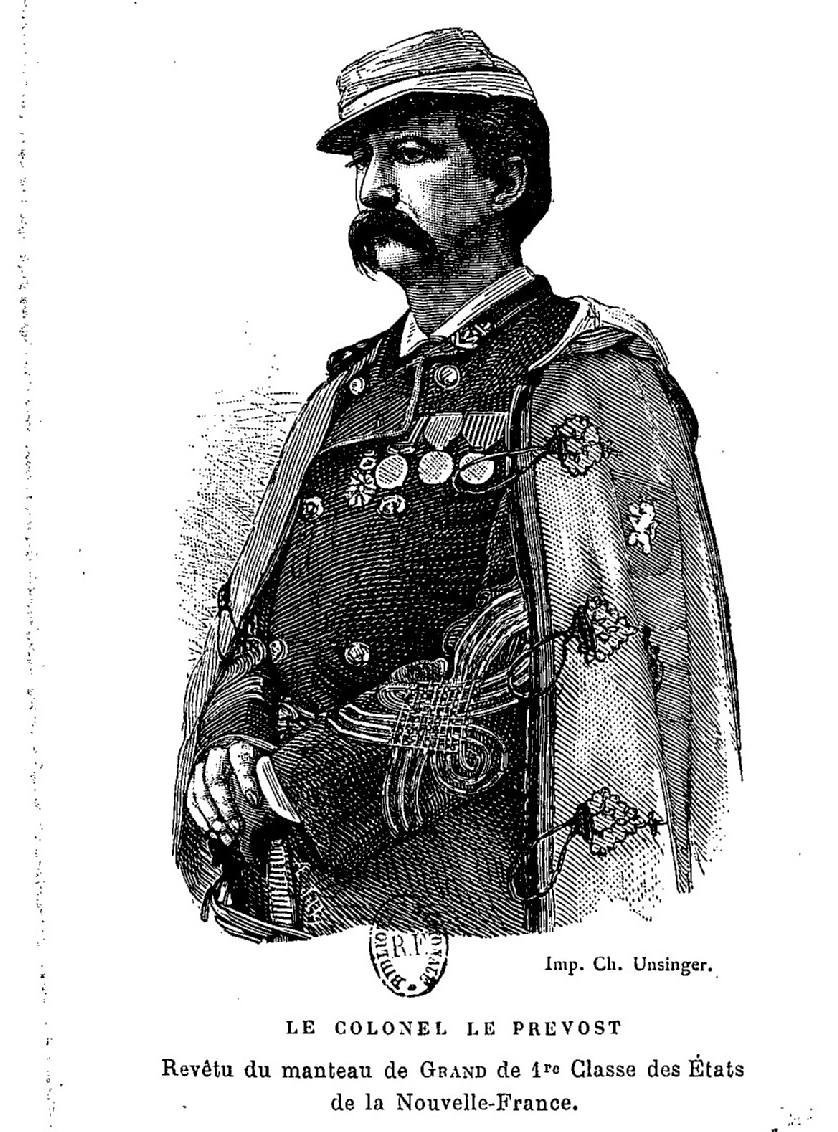
Le colonel Le Presvost, chef de la troisième expédition

Les autres expéditions vont partir de Barcelone, le marquis de Rays y ayant établi son quartier général.
Un deuxième navire, le Génil, steamer en fer d'environ 350 tonnes, part de Barcelone en mars 1880 avec 135 colons, dont 28 Espagnols qui devaient former la gendarmerie de Port-Breton. Il atteint Port-Breton en août 1880, mais la plus grande partie de l'équipage et des passagers ont quitté le navire à Singapour pour protester contre les méthodes disciplinaires et le caractère violent du capitaine Rabardy. Il ne reste que sept colons et vingt-cinq Malais recrutés à Singapour à bord. A Port-Breton, ne demeurent plus que deux colons. Un des sept colons  restants raconte : « nous arrivâmes à Port-Breton le 15 août 1881, et quelle déception ce fut, notre paradis devint un enfer plutôt qu'une terre promise. Certains passagers étaient si consternés qu'ils pleuraient de désespoir lors de notre entrée dans la rade, on ne vit que la pluie, et quelle pluie. Cette pluie dura quarante-huit heures avant qu'elle ne s'arrête et nous vîmes que nous étions arrivés dans un entonnoir avec si peu de terres arables, pas plus de 50 hectares au bout desquels la colline montait très droit jusqu'au ciel. Nous voyions quelques bâtiments, des taudis, le long du rivage. Un des colons nommé Pitoy était presque fou car il se demandait où se trouvaient les 1800 hectares qu'il avait achetés ».

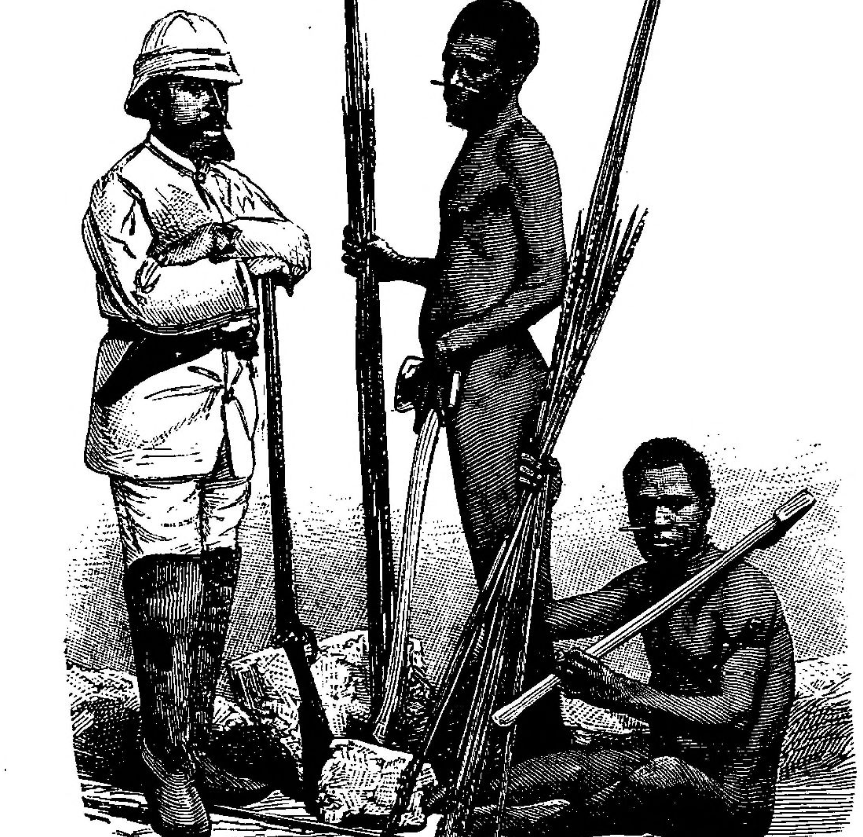
Le capitaine Henry, chef de la quatrième expédition

Avec un effectif si réduit, le capitaine Rabardy reste au mouillage à attendre le troisième navire.
Le troisième navire, l'India, un long steamer en bois, colonel Le Prevost, nommé gouverneur de Port-Breton, représente le plus grand effort fait par le marquis de Rays. Il transporte 329 colons dont 230 Italiens. La moitié sont des femmes et des enfants. Un missionnaire, le R. P. Lanuzel, fait partie de l'expédition. L’India part de Barcelone en juillet 1880 et arrive à Port-Breton en octobre. Les colons sont débarqués et installés dans une grande maison de bois, la Grande-Maison. Vers la fin novembre, Le Prevost repart pour Sydney faire des approvisionnements avec le Génil, meilleur marcheur que l'India, ayant pour capitaine sous-ordre Rabardy. Il devait être de retour dans les 40 jours.
70 jours plus tard, le Génil n'est toujours pas de retour. La situation de la colonie s'est aggravée. Les colons, décimés par la maladie, ont acquis la conviction qu'aucune culture ne peut réussir dans le pays. « Il n'y a rien à faire à Port-Breton » déclare le Père Lanuzel. Les vivres manquent. Le capitaine Leroy, à qui le gouverneur a laissé le commandement en son absence, décide de rembarquer les survivants sur l'India à destination de Nouméa. La traversée  vers Nouméa, alors colonie française pénitentiaire de Nouvelle-Calédonie, est si pénible qu'elle coûte la vie à vingt émigrants. À l'arrivée à Sydney, il reste 217 colons sur 340. La liste de survivants (James Paterson list) est dressée par les autorités australiennes le 7 avril 1881,.
Lorsque le Génil revient enfin à Port-Breton, le capitaine Rabardy (ayant laissé à Sydney le gouverneur Le Prévost malade d'une affection du cœur) ne trouve plus personne et se contente de mouiller dans la rade en attendant le quatrième navire.
Le quatrième navire, la Nouvelle-Bretagne (capitaine Henry), arrive cinq mois plus tard, en août 1881, avec 150 colons et ne trouve « qu'un steamer solitaire, immobile devant des bois vierges, au lieu de la ville et des cultures annoncées », écrit le docteur Baudouin, membre de l’expédition, qui a laissé des souvenirs personnels.
Les comptes-rendus de Bougainville et Duperrey, sur lesquels s'était appuyé le marquis de Rays, évoquaient la clémence du climat et la douceur des indigènes. La réalité est bien différente. Le « trou pluvieux » de Port-Breton est un choix déplorable pour l’établissement d’une colonie : le lieu est désert, le sol particulièrement ingrat, l'espace plan manque, aucune culture ne réussit, même celle des légumes. Des pluies torrentielles noient la contrée sous un véritable déluge (5 000 mm par an).
Les colons, désenchantés par l'aspect de la contrée, par les pluies diluviennes et l'état des vivres, s'installent à terre dans la Grande-Maison. Le capitaine Henry fait commencer  des travaux de défrichement et un blockhaus par des travailleurs chinois, malais et arabes qu'il a engagé par contrat. Son intention est de faire de Port-Breton un poste et un dépôt de charbon  et de porter la colonie dans un endroit plus propice à un établissement. Avec l’accord des colons, il lève l’ancre pour aller se ravitailler à Manille où il ne trouve pas la somme de 100 000 francs promise par le marquis. Ne pouvant payer ses provisions, l’embargo est mis sur son bâtiment. Il parvient à s’enfuir lors d’une tempête (on lui rend son gouvernail confisqué pour faire face au grain) et rejoint Port-Breton où il débarque ses vivres. Rejoint par un vapeur espagnol lancé à sa poursuite, il est ramené à Manille pour être jugé comme pirate, et, du reste, acquitté.
À Port-Breton, l'existence est misérable, la situation sanitaire se dégrade, les colons sont atteints de fièvres. Les malades et les volontaires étant parti sur le vapeur espagnol, il ne reste que 40 colons valides à la fin de 1881, moins d'une dizaine le 9 février 1882. L'évacuation définitive a lieu le 13 février 1882.

## Le procès du marquis de Rays
Le procès s'ouvre en 1883 dans un contexte politique tendu . Le « comte de Chambord » (qui aurait accordé son soutien aux entreprises de de Rays) meurt en 1883. Les Légitimistes sont divisés et la querelle avec les Républicains se poursuit. Par ailleurs, l'explosion du Krakatoa (Indonésie) en 1883 attire sans doute l'attention du public sur les difficultés de colonisation de cette région lointaine et inhospitalière du monde.
Assez ironiquement, le quotidien du soir Le Petit Parisien dans un article intitulé Le Roi de la Nouvelle-France relate que « les portes de la prison de la Conciergerie  viennent de s'ouvrir devant le très-noble  Charles-Bonaventure du Breil, se disant  marquis de Rays, qui a largement mérité, (...), l'honneur de prendre dans une cellule quelconque la place due aux malfaiteurs de haut rang » ; en effet, le marquis présentait « Port-Breton comme un véritable paradis, comme une  source de richesses agricoles et minières, il offrait, pour cinq francs, un hectare de terrain à la Nouvelle-Irlande, devenue Nouvelle-France » il a trompé le public : « la colonie, qu'on leur avait annoncée comme une terre fertile, n'était qu'un rocher inculte et inhabitable. Alors, il y eut des scènes terribles ! Les Infortunés, ainsi transportés de leur patrie dans une île aride et déserte, se livrèrent au plus profond désespoir. Les uns moururent de faim d'autres, qui cherchaient un coin où ils auraient pu s'établir, tombèrent au milieu d'une bande de sauvages qui les tirent prisonniers, ils furent tous mangés , car les indigènes avaient faim ».
Le marquis a été condamné en 1884 à Paris pour escroquerie, à quatre années de prison ferme et 3 000 francs d'amende ; les charges d'homicides ayant été abandonnées. Douze prévenus, notaires, marins, etc. se trouvent ainsi relaxés, condamnés ou en fuite. Les versions anglaises, australiennes et hollandaises de l'affaire sont totalement à charge.
Le marquis fait appel du jugement de la Huitième chambre correctionnelle. Maître Louchet est l'avocat du marquis de Rays. Le 14 mai 1884, la Cour accepte et examine les comptes dont l'examen avait été refusé en première instance et prononce que « le marquis de Rays a tout payé » ; effectivement, il est totalement ruiné. Le verdict est le rejet en pourvoi du marquis.

## Littérature

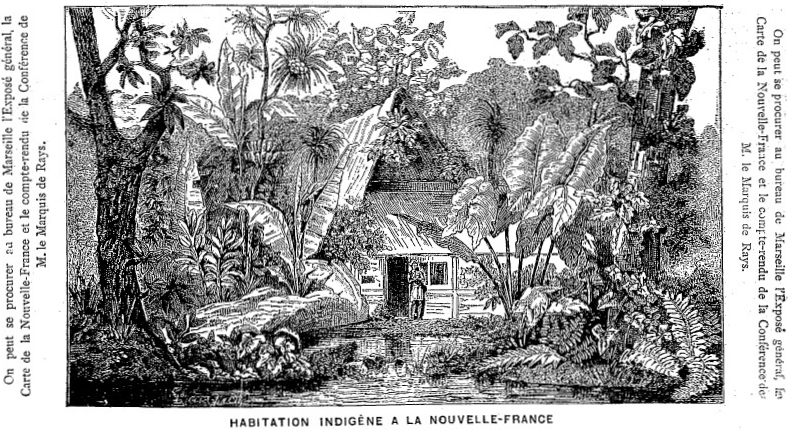
Dessin représentant une maison indigène dans la colonie de "Nouvelle France" publié par le journal "La Nouvelle France" le 15 juillet 1879.

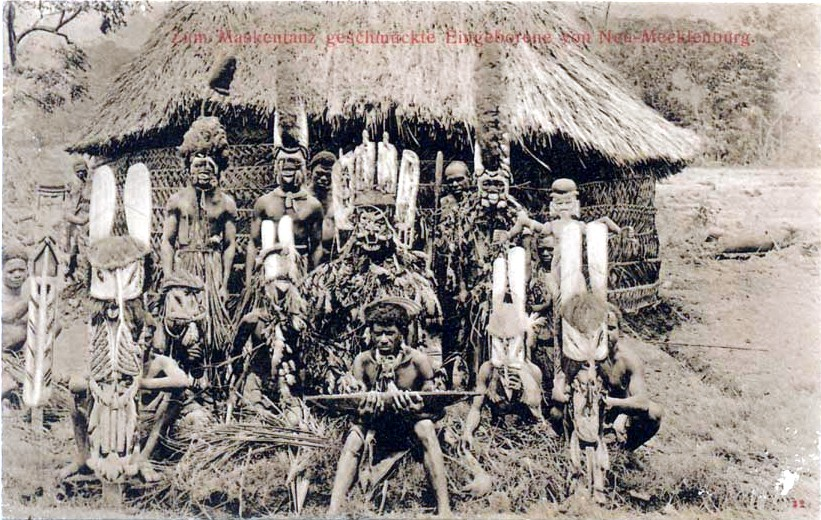
Carte postale des danseurs de Nouvelle Irlande (tout début XXe siècle, éd. Sydney).

- Alphonse Daudet s'inspirera de cette très malheureuse affaire au retentissement mondial pour le dernier épisode des aventures de Tartarin de Tarascon dans un court roman intitulé Port-Tarascon (1890). Tartarin à l'arrivée dans la colonie promise est bien embarrassé « pour si farceur qu’on soit, on n’escamote pas une ville, un port, des bassins de carénage ». En effet, « à la longue-vue, on apercevait bien sur la côte quelque chose comme une baraque ; mais les récifs de coraux ne permettaient pas au navire d’approcher davantage, et, à cette distance, tout se perdait dans le vert noir des feuillages ».
- Jean Lucas-Dubreton, L'Eden du Pacifique (1929). Ed. NRF Gallimard, coll. Les histoires extraordinaires.
- Daniel Raphalen publie en 1986, L'Odyssée de Port-Breton, le rêve océanien du Marquis de Rays. Les gazettes de 1877 publient une annonce de Monsieur du Breil de Rays, consul de Bolivie, château de Ouimerc'h en Bannalec (Finistère) à propos d'une première souscription pour des terres à 5 francs l'hectare dans la colonie libre de Port-Breton. En trois ans, depuis son agence espagnole, il expédie quatre navires et plus de six cents colons en terre tropicale inhospitalière de Papouasie. L'échec dramatique des colons français, belges, italiens, espagnols et allemands vaut au marquis un procès et une condamnation alors que la presse et l'opinion publique se passionnent pour cette aventure.
- Jean-Michel Barrault, dans son roman Port-Eden (2013), raconte une expédition de colonisation en Nouvelle-Guinée en 1879 à l'instigation du marquis de Rays. L'auteur reprend la même folle entreprise océanienne qu'il fait raconter par son héros, un jeune reporter au Républicain, Corentin Bonaventure, embarqué avec les colons sur le vapeur Stella Maris et qui connaîtront déceptions, climat difficile, fièvres, malnutrition et conflits avant d'être pour quelques rares survivants secourus successivement par les Papous, les missionnaires anglo-saxons puis des marins.

#### Publications contemporaines liées au projet et au procès

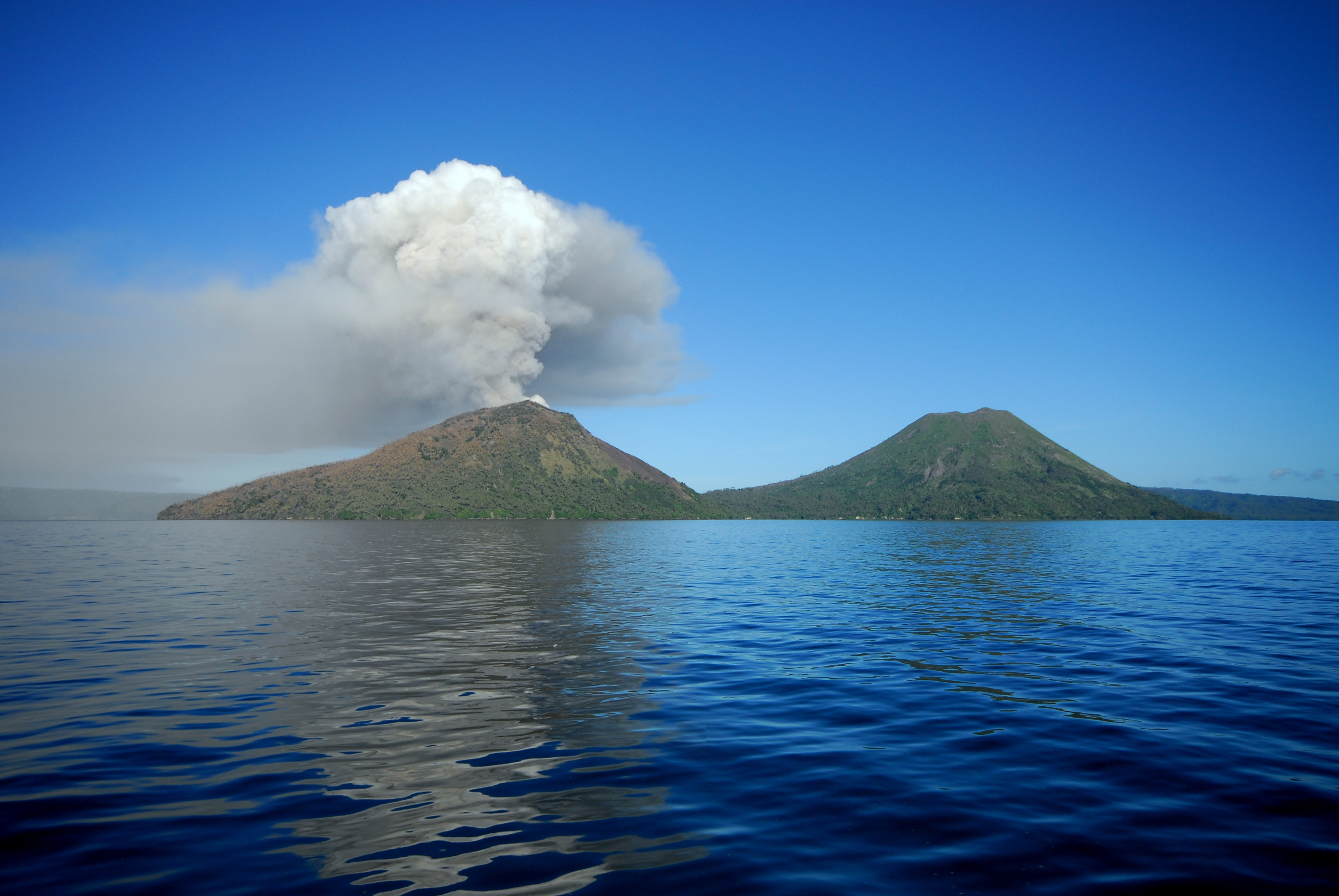
Côte de Nouvelle-Bretagne (Papouasie-Nouvelle-Guinée) : le mont Tavurvur, Rabaul.

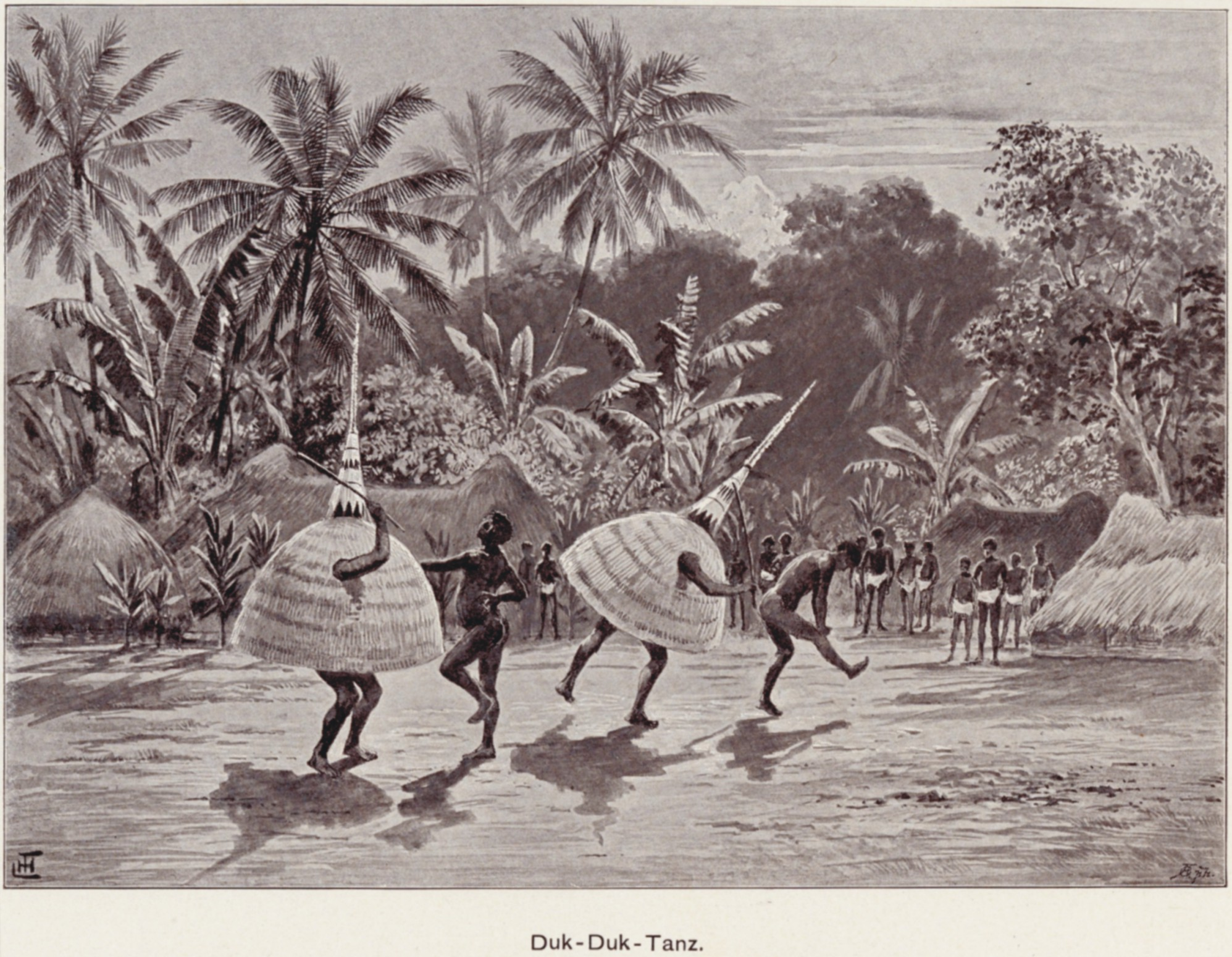
Danse Duk-duk, archipel de Bismarck, aquarelle de Joachim Graf Pfeil (Friedrich Vieweg und Sohn) 1899, page 161.

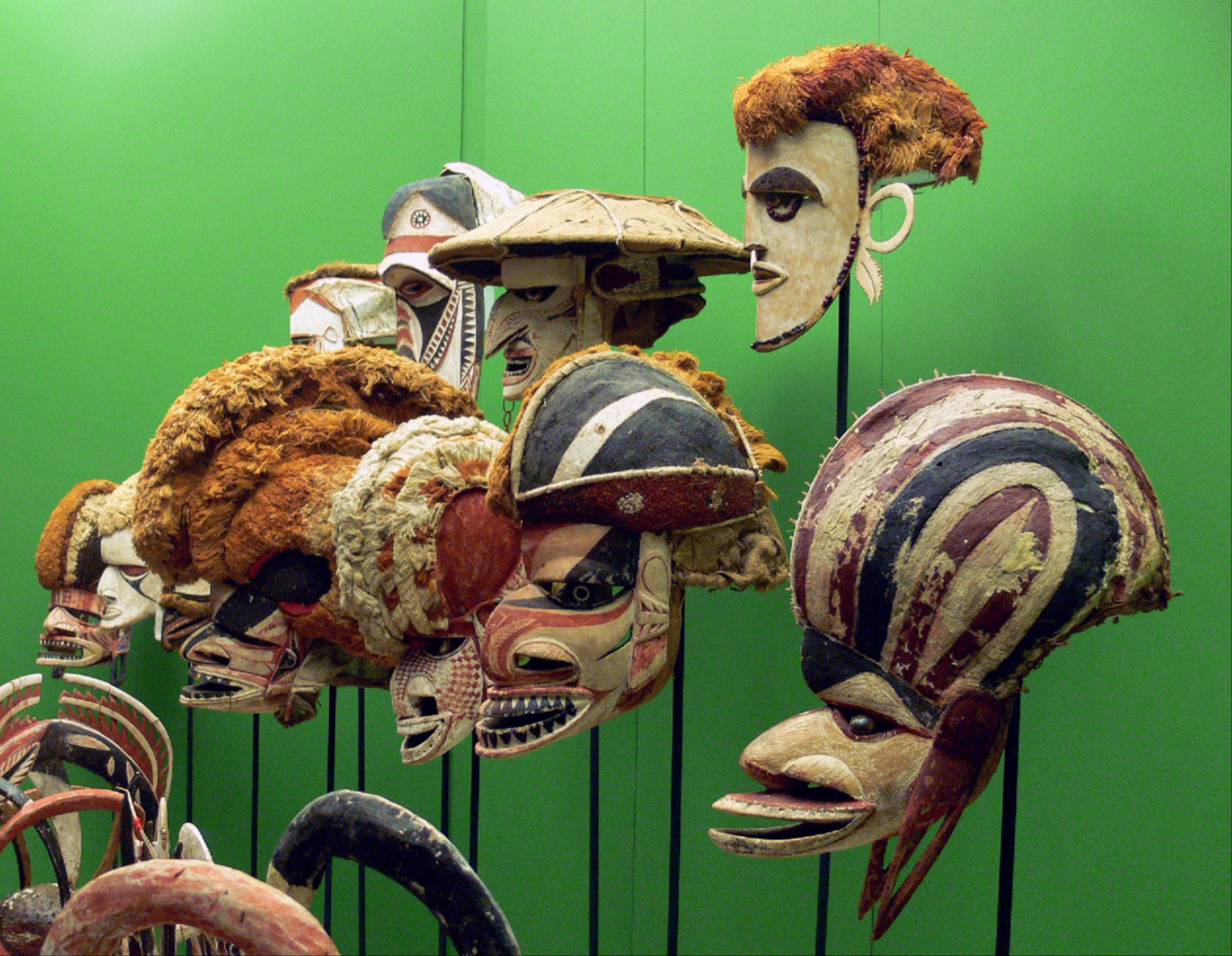
Masques de Nouvelle-Irlande (Musée ethnologique de Berlin).

Archipel Bismarck (province de Nouvelle Irlande), Port Breton se situait près de l'actuelle Kavieng.

- Hector-Auguste Charpentier, Fondation d'une commune corse en Océanie, Ajaccio, impr. A. F. Leca, 1878 (lire en ligne).
- La Nouvelle-France, Marseille, 1879-1885 (lire en ligne).
- E. van der Laat, La colonie libre de Port-Breton, Océanie. Louvain, Ch. Peeters, imprimeur-libraire, 1880
- P. de Groote, Nouvelle colonie libre de Port-Breton (Océanie), Œuvre de Colonisation agricole, chrétienne et libre, de Monsieur Charles du Breil, marquis de Rays, Société générale de librairie catholique, Paris, Bruxelles, 1880
- Consulat général de Bruxelles, Belgique, Dotation temporelle et perpétuelle des missions de la Nouvelle-France rétablies dans le vicariat de la Mélanésie et de la Micronésie. Bruxelles, Consulat général, 1881, 3 p.
- Henri de Vermont, Le Procès du M[arqu]is de Rays, une tentative de colonie chrétienne devant la justice française : Les Plaidoiries, Marseille, impr. de Blanc et Bernard, 1884.

#### Témoignages
- A. Baudouin, L'Aventure de Port-Breton et la colonie libre dite Nouvelle-France : Souvenirs personnels et documents, Paris, Maurice Dreyfous, 1883 (lire en ligne). Il était le médecin de l'expédition.
- (en) George Brown, An Autobiography, Londres, Hodder and Stoughton, 1908, p. 353-370. Récit du sauvetage des colons du marquis de Rays, entre le 31 mars 1880 et le 7 avril 1881.
- (en) Jean Baptiste Octave Mouton, « The Memoirs », dans Peter Biskup (éd.), The New Guinea Memoirs of Jean Baptiste Octave Mouton, Honolulu, The University Press of Hawaii, coll. « Pacific history series », 1974 (ISBN 0824803280), p. 33-148.

#### Études scientifiques
- (en) Peter Biskup, « Introduction », dans Peter Biskup (éd.), The New Guinea Memoirs of Jean Baptiste Octave Mouton, Honolulu, The University Press of Hawaii, coll. « Pacific history series », 1974 (ISBN 0824803280), p. 1-30.
- (en) Hugh Laracy, « Rays, Marquis de (1832–1893) », dans Australian Dictionary of Biography, vol. 6, Melbourne University Press, 1976 (lire en ligne).
- Anne-Gabrielle Thompson, « Une escroquerie à la colonisation : l'entreprise du marquis de Rays à « Port-Breton » », Revue française d'histoire d'outre-mer, no 238,‎ 1978, p. 21-39 (lire en ligne).

#### Autres études et ouvrages consacrées à l'affaire
- (en) Frederick Chudleigh Clifford, New Italy : A brief sketch of a new and thriving colony, founded and established by the Italian immigrants who were sufferers by the Marquis de Ray's New Ireland colonization scheme, Sydney, C. Potter, Govt. Printer, 1889, 30 p..
- P. de Valamont, La Vérité sur la colonie de Port-Breton et sur le Marquis de Rays, Nîmes, Impr. de Lafare frères, 1889 (lire en ligne).
- Marc de Villiers du Terrage, Conquistadors et roitelets : Rois sans couronne, du roi des Canaries à l’empereur du Sahara, Paris, Perrin et Cie, 1906, p. 373-395.
- Vicomte du Breil de Pontbriand, Vertu de nos pères, Paris, Honoré Champion, 1911 (lire en ligne), « Le Marquis de Ray », p. 158-173
- Jean Lucas-Dubreton, L'Éden du Pacifique, Paris, Gallimard, coll. « Les Histoires fantastiques », 19 avril 1929.
- (en) Josephine Hyacinthe Niau, The phantom paradise : the story of the expedition of the Marquis de Rays, Sydney, Halstead Printing Company, 1936.
- Georges Benoît-Guyod, Les Colonisations manquées, Paris, J. de Gigord, 1948
- Daniel Raphalen, L'Odyssée de Port-Breton : le rêve océanien du Marquis de Rays, Rennes, Les Portes du Large, coll. « Bretons à travers le monde », 2006, 288 p. (ISBN 2-914612-02-8). Première édition : Imprimerie régionale, Bannalec, 1986.
- Daniel Floch, Port-Breton : La Colonie tragique, Rennes, Ouest-France, 1987, 280 p. (ISBN 2-7373-0035-5).
- Yves Cocoual, « Charles-Bonaventure du Breil, marquis de Rays : L’affaire de « Port-Breton », Colonie libre de la Nouvelle-France », Bulletin de la Société d'archéologie et d'histoire du pays de Lorient, no 40,‎ 2011, p. 109-122 (lire en ligne).

#### Œuvres inspirées par l'affaire
- Alphonse Daudet, Port-Tartarin : Dernières Aventures de l'illustre Tartarin, Paris, Dentu, 1890, 392 p.
- Jean-Michel Barrault, Port-Eden : roman, Paris, Arthaud, 2013, 213 p.  (ISBN 978-2-08-129250-5).